# لورا ديكنسون
لورا ديكنسون (بالإنجليزية: Laura Dickinson)‏ هي مغنية وممثلة أمريكية، ولدت في 23 سبتمبر 1979 في الولايات المتحدة.

## أعمال

### أفلام
- (2015) طبقة الصوت المثالية 2[2][3]

## وصلات خارجية
- لورا ديكنسون على موقع IMDb (الإنجليزية)
- لورا ديكنسون على موقع ميوزك برينز (الإنجليزية)
- لورا ديكنسون على موقع ديسكوغز (الإنجليزية)
- لورا ديكنسون على موقع قاعدة بيانات الفيلم (الإنجليزية)